# Zhang Rongfang
Zhang Rongfang, född 15 april 1957 i Chengdu, är en före detta kinesisk volleybollspelare. Hon blev olympisk guldmedaljör i volleyboll vid sommarspelen 1984 i Los Angeles.